# Chiamami col tuo nome (film)
Chiamami col tuo nome (Call Me by Your Name) è un film del 2017 diretto da Luca Guadagnino.
La sceneggiatura è scritta da James Ivory ed è un adattamento cinematografico del romanzo Chiamami col tuo nome di André Aciman.
È il terzo e ultimo film della "trilogia del desiderio" di Guadagnino, dopo Io sono l'amore (2009) e A Bigger Splash (2015). Ambientato nel nord Italia nel 1983, il film racconta la storia d'amore tra Elio (Timothée Chalamet), un diciassettenne residente in Italia, e lo studente americano Oliver (Armie Hammer). Fanno parte del cast anche Michael Stuhlbarg, Amira Casar, Esther Garrel e Victoire Du Bois. Anche il montatore del film Walter Fasano ha un cameo nella pellicola: è il dj della famosa scena della festa, come dichiarato da Fasano stesso in una intervista.
Chiamami col tuo nome era in fase di sviluppo dal 2007, quando i produttori Peter Spears e Howard Rosenman hanno opzionato i diritti per il grande schermo del romanzo di Aciman. Ivory inizialmente doveva co-dirigere il film, ma ha finito per scrivere la sceneggiatura e co-produrre. Guadagnino, che inizialmente era stato assunto come consulente di location, è diventato l'unico regista nel 2016. Le riprese principali si sono svolte a Crema, in Italia, tra maggio e giugno del 2016.
Il film è stato presentato in anteprima mondiale al Sundance Film Festival il 22 gennaio 2017, ed è stato successivamente distribuito nelle sale del Regno Unito il 27 ottobre 2017 e negli Stati Uniti il 24 novembre 2017. Il film ha ottenuto un consenso unanime, con particolare apprezzamento per la regia, la sceneggiatura, la colonna sonora e gli interpreti, ed è stato scelto dal National Board of Review e dall'American Film Institute come uno dei 10 migliori film dell'anno. Ha ottenuto tre candidature al Golden Globe 2018, come miglior film, miglior attore (Chalamet) e miglior attore non protagonista (Hammer) e quattro candidature ai premi Oscar 2018 come miglior film, miglior attore (Chalamet), miglior sceneggiatura non originale, miglior canzone (Mystery of Love). L'Oscar è stato vinto da Ivory per la miglior sceneggiatura non originale.

## Trama
Estate 1983. Elio Perlman, diciassettenne ebreo francoamericano, trascorre le vacanze estive in una villa immersa nelle campagne del Cremasco, a Moscazzano, dove suo padre, un professore di archeologia, è solito ospitare ogni anno uno studente straniero, impegnato nella redazione della sua tesi di dottorato. Lo studente selezionato è Oliver, ventiquattrenne ebreo americano di bell'aspetto, carismatico e spigliato, la cui personalità spensierata e apparentemente esuberante mette a disagio Elio, che è invece un ragazzo introverso, riflessivo, maturo e sensibile.
Elio e Oliver incominciano a trascorrere del tempo insieme, tra gite in bicicletta, nuotate e serate danzanti, attraendosi e respingendosi a vicenda. Tuttavia, mentre i sentimenti di Elio crescono giorno dopo giorno, Oliver sembra distaccato e disinteressato, e ciò porta Elio ad avvicinarsi a Marzia, sua amica d'infanzia e sorella di Chiara, a sua volta invaghitasi del bell'americano. Un giorno, durante una passeggiata in paese, Elio trova il coraggio di dichiararsi, seppur non esplicitamente, ma Oliver non appare propenso ad affrontare il discorso. Nonostante l'apparente riluttanza di Oliver, i due si baciano, per poi allontanarsi di nuovo.
Il nuovo distacco di Oliver spinge Elio verso Marzia, con cui fa l'amore. Immediatamente dopo, tuttavia, decide di scrivere un messaggio a Oliver, per cercare di sbloccare la situazione di freddezza venutasi a creare in seguito al bacio. Oliver risponde al bigliettino di Elio dandogli appuntamento per mezzanotte. La giornata del giovane diciassettenne, impaziente in vista dell'incontro notturno, sembra non passare mai. Arrivata la mezzanotte, i due ragazzi si incontrano, emozionati, si spogliano a vicenda e fanno l'amore per la prima volta, in seguito al quale Oliver pronuncia le  parole che danno il nome al film: "Chiamami col tuo nome e io ti chiamerò con il mio", abitudine, questa, che accompagnerà i protagonisti nel corso del resto del film. Dopo un momento di distacco di Elio, scombussolato da quanto accaduto, i due ragazzi incominciano a vivere con serenità ed entusiasmo il loro sentimento, sotto lo sguardo silenziosamente complice della famiglia Perlman.
La fine del soggiorno in Italia di Oliver è imminente; per questo i genitori di Elio, consapevoli del legame instauratosi tra i due ragazzi, permettono al figlio di accompagnare lo studente americano a Bergamo, dove Oliver deve sbrigare delle commissioni prima di ritornare in America. I due trascorrono insieme tre romantici giorni, dove i due ragazzi si abbandonano alla passione uno tra le braccia dell'altro e fanno nuovamente l'amore, terminando con un silenzioso e toccante addio alla stazione. Elio, con il cuore spezzato, chiama sua madre e insieme fanno ritorno in paese, dove il ragazzo incontra Marzia, che nonostante l'abbandono, subito lo consola e gli offre la sua amicizia. Una volta a casa, Elio trova rifugio nelle braccia del padre, che con un commovente discorso invita il figlio a riflettere su quanto sia stato prezioso il legame instauratosi con Oliver e a non fuggire dal dolore che sta provando, in quanto sintomo della profondità del sentimento vissuto.
Arriva l'inverno e durante la Chanukkah, la famiglia Perlman riceve una telefonata dall'America: è Oliver, il quale annuncia a Elio e ai suoi genitori che si sposerà in primavera con la ex fidanzata, con la quale si era lasciato e ripreso più volte. Elio, pur provando a nascondere il suo dispiacere dietro le congratulazioni per la bella notizia, è affranto. La telefonata si conclude con ciascuno che torna a chiamare l'altro con il proprio nome, e con Oliver che rivela a Elio di non aver dimenticato la loro relazione, nonostante l'imminente matrimonio. Dopo la telefonata, Elio si siede di fronte al camino ed emozioni contrastanti attraversano il suo volto: dolore e sofferenza, ma anche nostalgia per quanto provato con Oliver.

## Produzione

### Sviluppo

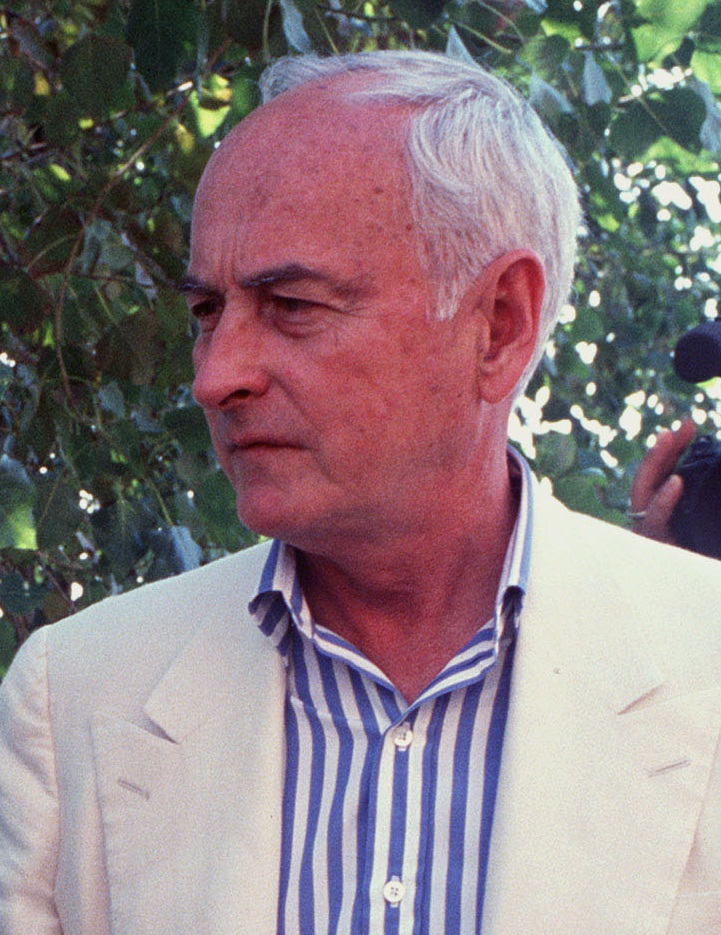
James Ivory, autore della sceneggiatura.

Dopo aver visto una prima bozza del romanzo d'esordio di André Aciman Chiamami col tuo nome, nel 2007 i produttori americani Peter Spears e Howard Rosenman acquistarono i diritti del romanzo prima che fosse pubblicato. Prima di trasformarlo in un film, i due invitarono James Ivory a diventare produttore esecutivo dell'adattamento, e Ivory accettò. Tuttavia, Spears e Rosenman si ritrovarono presto in development hell; incontrarono diversi registi e sceneggiatori, ma non riuscirono a trovare nessuno che si impegnasse nel progetto. Anche la programmazione delle riprese in Italia durante l'estate si è rivelata difficile.
Frequentatore e conoscitore del nord Italia, Luca Guadagnino è stato inizialmente assunto come consulente per trovare luoghi adatti per girare il film in Italia. Nel 2008, i produttori lo hanno poi scelto per dirigere il film, ma ha rifiutato. Vennero fatti i nomi di Ferzan Özpetek e Sam Taylor-Johnson, ma Guadagnino propose a Gabriele Muccino di dirigere il film. Guadagnino è diventato lui stesso un produttore, prima di suggerire di dirigere il film con Ivory, senza alcun accordo contrattuale ancora in vigore. Ivory ha accettato l'offerta e ha trascorso circa nove mesi nel 2014 a lavorare sulla sceneggiatura. Guadagnino ha lavorato all'adattamento con Ivory, collaborando anche con Walter Fasano per "perfezionarlo veramente". "Abbiamo iniziato a realizzare la sceneggiatura nella casa di Ivory in campagna", ha detto Guadagnino, "non come un lavoro, ma per il piacere di stare insieme a Crema al mio tavolo della cucina e a volte a New York”.
La sceneggiatura è stata approvata da Aciman, che ha elogiato l'adattamento come "diretto, reale e persuasivo". La sceneggiatura completa è stata fondamentale per assicurarsi i finanziamenti per la produzione del film. Il film è una produzione all'80% italiana, oltre 3 milioni di euro è il costo italiano; due milioni di euro sono stati stanziati dal Ministero dei beni e delle attività culturali e del turismo mentre più di un milione di euro arriva da altri contributi pubblici. Tra i finanziatori internazionali c'erano le case di produzione La Cinéfacture (Francia); Frenesy Film Company (Italia, di proprietà di Guadagnino); RT Features (Brasile) e Water's End Productions (Stati Uniti).
Nel rivedere la bozza della sceneggiatura di Ivory, Guadagnino rimosse una notevole quantità di nudità. Ha dichiarato che la versione di Ivory sarebbe stata probabilmente "un film molto più costoso e diverso", che in realtà non avrebbe potuto essere realizzato a causa delle "realtà di mercato". Nel 2016, Ivory abbandonò la regia per evitare conflitti, lasciando Guadagnino a dirigere il film da solo. Ivory successivamente ha venduto i diritti della sceneggiatura alla compagnia di Guadagnino.

### Adattamento
Chiamami col tuo nome è l'ultimo film dell'ideale "trilogia del desiderio" di Guadagnino, dopo Io sono l'amore (2009) e A Bigger Splash (2015). Il film rappresenta un allontanamento dal suo precedente lavoro, poiché ha adottato un approccio "non aggressivo" e semplice; dichiarando che questo è il film "più calmo" che abbia mai realizzato. Guadagnino considera il film un "omaggio ai padri", riferendosi sia al padre sia ai quattro cineasti che lo hanno ispirato: Jean Renoir, Jacques Rivette, Éric Rohmer e Bernardo Bertolucci.
Guadagnino considera la pellicola più un film per famiglie che un film "gay" e la definisce un film sulla "bellezza della nascita di un desiderio". Il regista ha cercato di evitare i difetti che aveva visto nei film più recenti, in cui la crescita viene spesso rappresentata come risultato della risoluzione di certi dilemmi preconcetti, come dover scegliere tra due amanti. Voleva anche che la storia seguisse due persone in un determinato momento, prendendo ispirazione da Ai nostri amori di Maurice Pialat.

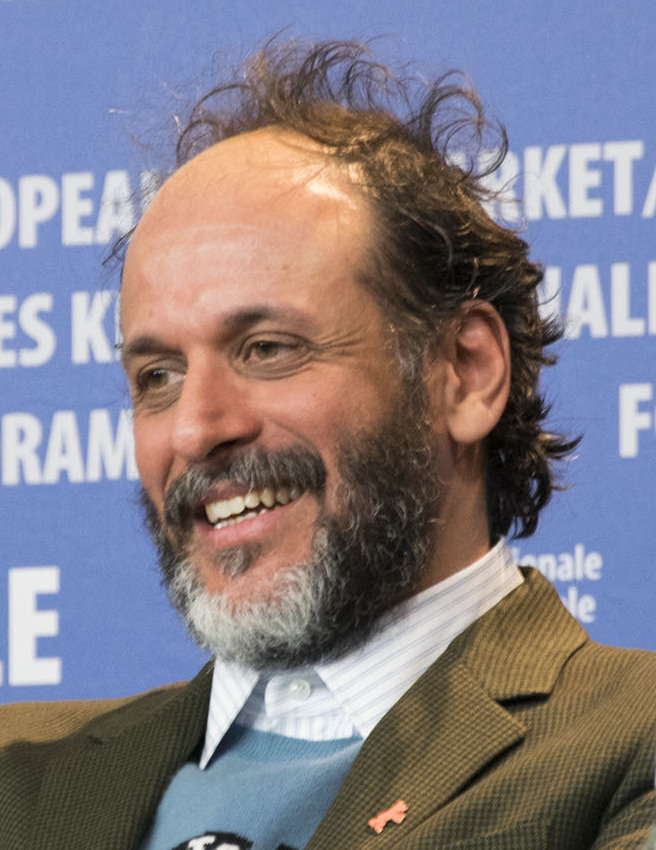
Luca Guadagnino.

Il film differisce dal romanzo in diversi modi. Mentre il romanzo funge da ricordo di Elio, che ne è il narratore, il film è ambientato interamente nel tempo presente, una soluzione "molto più efficiente" per aiutare il pubblico a capire i personaggi. L'ambientazione è stata spostata da Bordighera, sulla Riviera ligure, alle campagne di Crema, in Lombardia, così come la location del breve viaggio finale di Oliver ed Elio è mutata da Roma a Bergamo. Guadagnino ha inoltre deciso di cambiare l'ambientazione dal 1987 del romanzo al 1983, spiegando che considera i primi anni '80 come la fine di un'epoca. Oltre alla rimozione di varie scene di nudità, il regista ha anche scartato gran parte della narrazione fuori campo dalla sceneggiatura originale di Ivory. Al regista non piaceva l'idea che il personaggio principale raccontasse la storia in modo retrospettivo, affermando che "uccide la sorpresa".
Guadagnino fu tentato di escludere dal film la scena dal romanzo in cui Elio si masturba con una pesca, poiché troppo esplicita e per il timore che la resa cinematografica sfociasse nel ridicolo. Timothée Chalamet era nervoso per la scena, descrivendola come la chiave per descrivere la "sovrabbondante energia sessuale" del personaggio. Nonostante le riserve iniziali, Guadagnino ha incluso la scena nel film. La scena in cui Elio e Oliver ballano Love My Way dei The Psychedelic Furs in un piccolo bar non è tratta dal libro, ma ispirata a un momento di gioventù di Guadagnino, quando danzò da solo nella sua camera da letto. Ivory ha descritto la scena in cui i due protagonisti vanno in bici in città ed Elio affronta i suoi sentimenti per Oliver come la chiave per catturare la passione euforica e il nervosismo del loro primo amore. "Ho pensato che fosse molto ben scritta e una scena molto bella con molto potere", ha detto Ivory, "E volevo essere sicuro che fosse lì nel film."

### Cast artistico

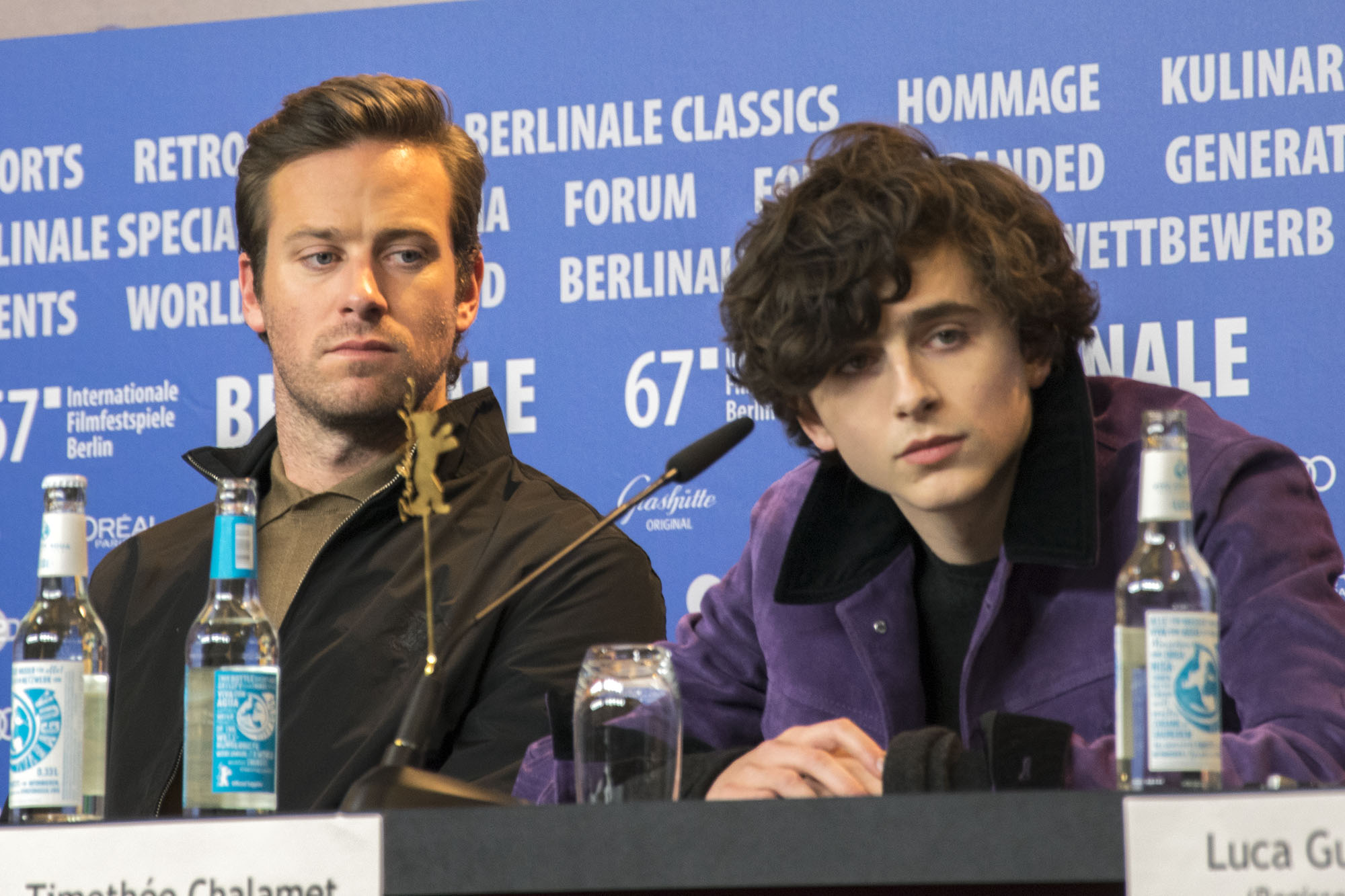
Hammer e Chalamet durante la conferenza stampa del film al Festival di Berlino 2017.

Nel 2015, sulle pagine del The New York Times, James Ivory ha raccontato che stava progettando di dirigere il film con Shia LaBeouf e Greta Scacchi nel cast. Secondo Ivory, LaBeouf si recò a New York per leggere la sceneggiatura del film, ma in seguito la società di produzione non lo ritenne adatto alla parte.
Dopo aver visto l'interpretazione di Armie Hammer in The Social Network (2010), Guadagnino "si innamorò" di lui e ha incominciato a seguire l'attore in tutti i film che ha realizzato in seguito. Il regista lo trova un "attore sofisticato, con una vasta gamma" e lo aveva da subito immaginato per il ruolo di Oliver. Hammer, che aveva espresso interesse per A Bigger Splash di Guadagnino, ha incontrato il regista anni prima che il film entrasse in produzione. Quando l'attore ha avuto modo di leggere la sceneggiatura, ha pensato di rifiutare il ruolo a causa della potenza emotiva richiesta dal personaggio di Oliver e per via delle scene di nudo integrale inizialmente presenti nello script. Successivamente ha deciso di partecipare al progetto, considerandolo una sfida fondamentale per la sua carriera di attore. Per Hammer è la terza volta che interpreta un personaggio omosessuale sul grande schermo, dopo J. Edgar (2011) e Final Portrait - L'arte di essere amici (2017).
Timothée Chalamet recita sin da quando era un bambino. Nel 2013 il marito e agente del produttore Peter Spears, Brian Swardstrom, introdusse l'allora diciassettenne Chalamet a Guadagnino, che sentì immediatamente che l'attore aveva "l'ambizione, l'intelligenza, la sensibilità e l'ingenuità" per il ruolo di Elio. Chalamet lesse il romanzo di Aciman all'età di 17 anni e lo descrisse come "una finestra su un giovane". Chalamet, che parla fluentemente il francese e ha suonato il pianoforte per anni durante la sua infanzia, è arrivato in Italia cinque settimane prima per imparare l'italiano e a suonare la chitarra, nonché per perfezionare lo studio del pianoforte grazie all'aiuto del direttore d'orchestra, compositore e pianista Roberto Solci.
Michael Stuhlbarg interpreta il ruolo del padre di Elio. L'attore incominciò a leggere il libro solo dopo essersi unito alla produzione. Amira Casar, Esther Garrel e Victoire Du Bois interpretano rispettivamente Annella, Marzia e Chiara. Anche lo scrittore André Aciman e il produttore Peter Spears compaiono brevemente nei ruoli di Mounir e Isaac, una coppia gay che partecipa a una cena. La partecipazione di Aciman come attore nel film è stata una decisione dell'ultimo minuto, a causa dell'indisponibilità di un attore. Elena Bucci, che era già stata diretta da Guadagnino in A Bigger Splash, interpreta una storica dell'arte.
Hammer e Chalamet hanno entrambi firmato contratti che vietavano la nudità frontale completa. Ivory, la cui sceneggiatura originale conteneva ogni sorta di nudità, è stato scoraggiato dalla decisione, criticando ciò che considerava un atteggiamento prettamente "americano". "A nessuno sembra importare granché di vedere una donna completamente nuda, solo gli uomini causano scandalo", ha dichiarato.

### Cast tecnico
Per il direttore della fotografia tailandese Sayomphu Mukdiphrom l'illuminazione è un fattore importante, poiché ha bisogno che la luce sia coinvolta con i personaggi. Per creare l'atmosfera estiva nel nord Italia ha dovuto utilizzare una luce completamente artificiale, a causa delle forti piogge protrattesi per l'intera durata delle riprese. Il film è stato girato in 35 millimetri. Il montaggio è curato da Walter Fasano, che da anni collabora con Guadagnino.

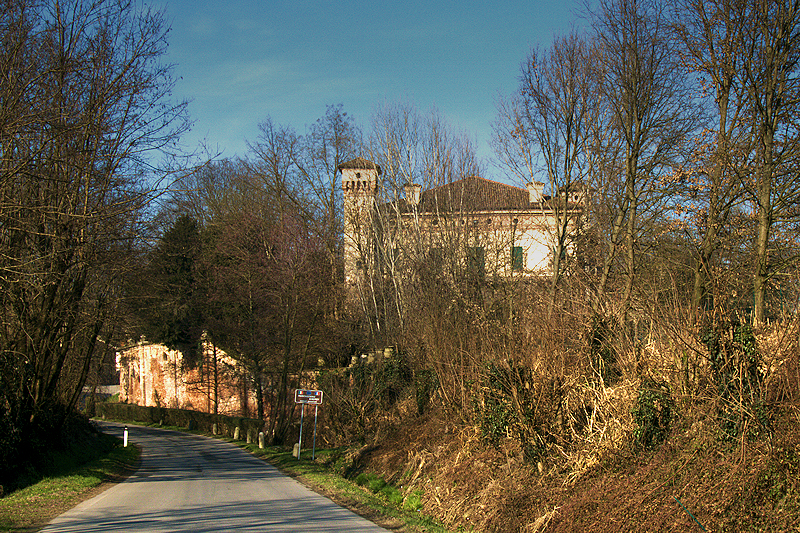
Villa Albergoni, principale luogo delle riprese.

Per la residenza della famiglia Perlman è stata utilizzata Villa Vimercati Griffoni Albergoni, una villa seicentesca disabitata a Moscazzano. Sei settimane prima della produzione, la troupe - tra cui lo scenografo francese Samuel Dehors e la decoratrice Violante Visconti di Modrone - ha gradualmente decorato la casa con mobili, oggetti e decorazioni ispirati ai personaggi. Gran parte dei mobili, compresi i piatti e i bicchieri degli anni '50, apparteneva a Guadagnino e ai genitori di Visconti. I dipinti, le mappe e gli specchi di ispirazione asiatica provengono per lo più da un negozio di antiquariato di Milano. La piscina utilizzata nel film è stata ricreata da un abbeveratoio comune nella zona. Nei luoghi pubblici sono stati ricreati dei cartelloni pubblicitari sbiaditi delle elezioni politiche in Italia del 1983 ed è stata ricreata un'edicola piena di riviste di quel particolare momento storico. La sua squadra fece ricerche approfondite, con l'aiuto degli abitanti di Crema, entrando nelle case delle persone e selezionando le loro foto degli anni '80.
La costumista Giulia Piersanti ha evitato l'uso di costumi d'epoca e ha voluto fornire "un senso di spensierata sensualità adolescenziale, calore estivo e risveglio sessuale" ai personaggi. I costumi sono stati influenzati dai film francesi Pauline alla spiaggia (1983), Racconto di primavera (1990) e Un ragazzo, tre ragazze (1996). Piersanti si è ispirata agli album fotografici dei genitori per l'armadio dei Perlman. Per l'immagine "sexy e sana americana" di Oliver, Piersanti ha fatto riferimento ad alcune delle prime fotografie di Bruce Weber. Con l'obiettivo di sottolineare lo stile sicuro di Elio, ha scelto abbigliamento Lacoste. La polo e la maglietta Fido Dido di Elio provengono dall'armadio del marito di Piersanti.
Chen Li, una graphic designer di Milano, si è occupata della calligrafia dei titoli di testa. Secondo Guadagnino le scritte manuali sono come una lettera di invito agli spettatori. Le scritte sono state aggiunte a immagini di statue e agli elementi della scrivania del professor Perlman. Il coreografo del film che ha curato le scena della discoteca all'aperto diventata virale è Paolo Rocchi.

### Riprese

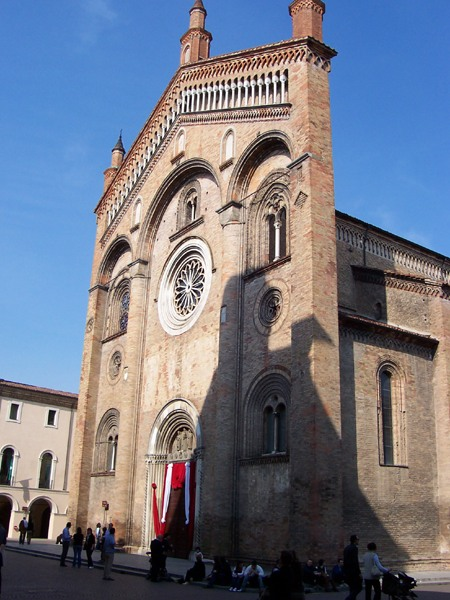
Il Duomo di Crema.

La lavorazione di Chiamami col tuo nome è durata 34 giorni. Le riprese sono incominciate il 9 maggio 2016 e terminate a giugno dello stesso anno.
Il film è stato girato nella provincia di Cremona, principalmente a Crema, dove Guadagnino vive, e nei vicini comuni di Moscazzano, Pizzighettone e Pandino. Nel periodo delle riprese la zona è stata colpita da temporali e forti piogge. Proprio a causa del cattivo tempo, le riprese di due giorni previste al Duomo di Crema sono state posticipate. La pre-produzione a Crema è stata veloce, con una ricerca delle location tra marzo e aprile. Le scene di Pandino e Moscazzano sono state girate dal 17 maggio, prima di trasferirsi a Crema a giugno. Altre scene all'aperto sono state girate a Palazzo Albergoni.
Diverse location storiche nelle strade circostanti a Crema e Pandino sono state scelte durante la produzione. Alcune imprese hanno ricevuto un risarcimento per le perdite finanziarie causate dalla chiusura, prevista per il 30 e il 31 maggio. Le riprese si sono svolte anche sul Lago di Garda e a Bergamo, così come in due piccoli paesi nelle immediate vicinanze di Crema, Montodine e Ripalta Cremasca. Alcune scene sono state girate alle Grotte di Catullo di Sirmione e a Corte Palasio, piccolo comune della provincia di Lodi. Per le riprese alle Cascate del Serio, è stata chiesta un'apertura straordinaria delle cascate al comune di Valbondione, che per motivi di sicurezza ha avuto una durata massima di mezz'ora. Le scene ambientate alla stazione di Clusone sono state realizzate alla stazione di Pizzighettone, poi riadattata in post-produzione; nella realtà il comune di Clusone fu dotato di una stazione ferroviaria, che era il capolinea della ferrovia della Valle Seriana, fino al 1967, anno di chiusura della linea.
Alcune scene dei bagni sono state riprese presso il Fontanile Quarantina, nel Parco dei Fontanili di Farinate, frazione di Capralba (CR).
Guadagnino ha girato il film in ordine cronologico. Hammer e Chalamet, che non hanno dovuto fare un provino insieme, si sono incontrati per la prima volta durante la produzione a Crema e hanno trascorso più tempo possibile insieme per sviluppare il loro rapporto e i loro personaggi. "Ci frequentavamo sempre, perché eravamo praticamente gli unici americani lì, e siamo stati in grado di difenderci l'un l'altro e conoscerci davvero", ha ricordato Chalamet. Guadagnino ha coinvolto gli attori nella vita dei piccoli centri lombardi, cucinando, mostrando loro dei film nella sua casa e provando con loro le sere prima delle riprese. "Non sono mai stato così intimamente coinvolto con un regista prima, Luca è stato in grado di guardarmi e spogliarmi completamente", ha detto Hammer.

## Colonna sonora

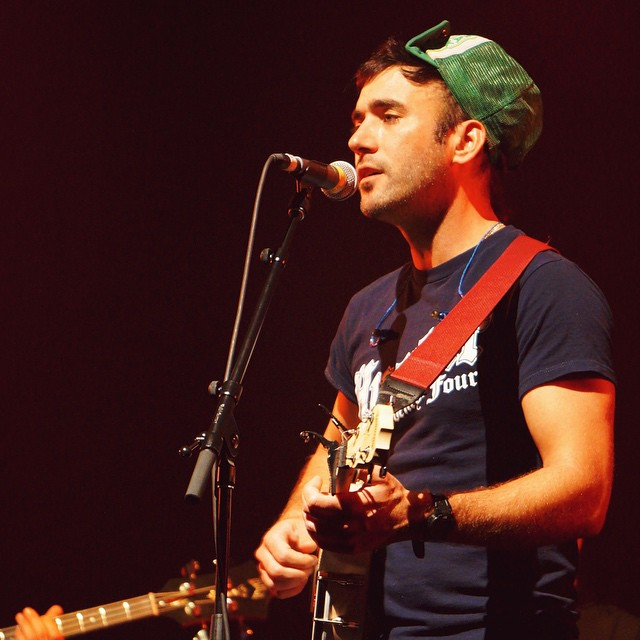
Sufjan Stevens.

Normalmente Guadagnino seleziona personalmente le musiche per i suoi film. Il regista voleva trovare un "narratore emotivo per il film" attraverso la musica, ispirandosi a film come L'orgoglio degli Amberson (1942), Barry Lyndon (1975) e L'età dell'innocenza (1993). Guadagnino ha scoperto i lavori di Sufjan Stevens e ha chiesto al cantautore di narrare il film attraverso la prospettiva di Elio, registrando una canzone originale per il film. Stevens ha, infine, contribuito alla colonna sonora non con una ma con tre canzoni: le inedite Mystery of Love (la quale ha ricevuto una candidatura agli Oscar per la miglior canzone), Visions of Gideon e una nuova versione di Futile Devices con pianoforte, che fa parte dell'album del 2010 The Age of Adz. Stevens ha tratto ispirazione dalla sceneggiatura, dal libro e dalle conversazioni con il regista riguardo ai personaggi. Chiamami col tuo nome è la prima esperienza di Stevens con una colonna sonora di un film.
Il 4 gennaio 2018 viene diffuso il videoclip ufficiale di Mystery of Love, in cui si intervallano immagini tratte dal film e scene girate al Museo archeologico nazionale di Napoli.
La colonna sonora include anche canzoni di Franco Battiato, The Psychedelic Furs, Loredana Bertè, Bandolero, Giorgio Moroder, Joe Esposito e F.R. David, con composizioni di John Adams, Frank Glazer, Ryūichi Sakamoto, Johann Sebastian Bach e Maurice Ravel. Guadagnino voleva che la musica del film fosse collegata a Elio, un giovane pianista a cui piace trascrivere e adattare pezzi per avvicinarsi a Oliver. Guadagnino ha anche studiato ciò che era popolare alla radio nell'estate del 1983, in modo da rimanere fedele al periodo storico.
La colonna sonora è stata pubblicata il 3 novembre 2017 su etichetta Madison Gate Records e Sony Music Masterworks. Ha esordito al numero 18 nella classifica UK Soundtrack Albums durante la settimana del 10 novembre 2017. Il 24 novembre 2017 è salita al numero 12, diventando la sua posizione più alta. Ad agosto 2018 viene commercializzata una versione in vinile in edizione limitata e alla pesca, sia nel colore sia nel profumo.

## Promozione
(Una frase pronunciata dal signor Perlman)
La locandina ufficiale del film è stata presentata a luglio 2017 mentre il primo trailer è stato diffuso il 1º agosto dello stesso anno. A ottobre 2017 Sony Pictures Classics ha pubblicato una clip intitolata Dance Party in concomitanza con il Coming Out Day. La clip di 42 secondi, che mostra i personaggi di Oliver ed Elio ballare sulle note di Love My Way dei The Psychedelic Furs, è diventata un meme su Twitter. Grazie a questa clip, Love My Way del 1982 ha avuto una nuova popolarità, ottenendo lo streaming più alto di sempre. Ha raccolto oltre 177.000 streaming (audio e video combinati) negli Stati Uniti d'America nella settimana terminata il 30 novembre 2017, secondo Nielsen Music.
Il 29 gennaio 2018, in concomitanza con la distribuzione in Italia, si è tenuta una proiezione speciale del film a Crema (dove è ambientato il film). Alla serata hanno preso parte Guadagnino e gli attori principali, Timothée Chalamet e Armie Hammer.

## Distribuzione

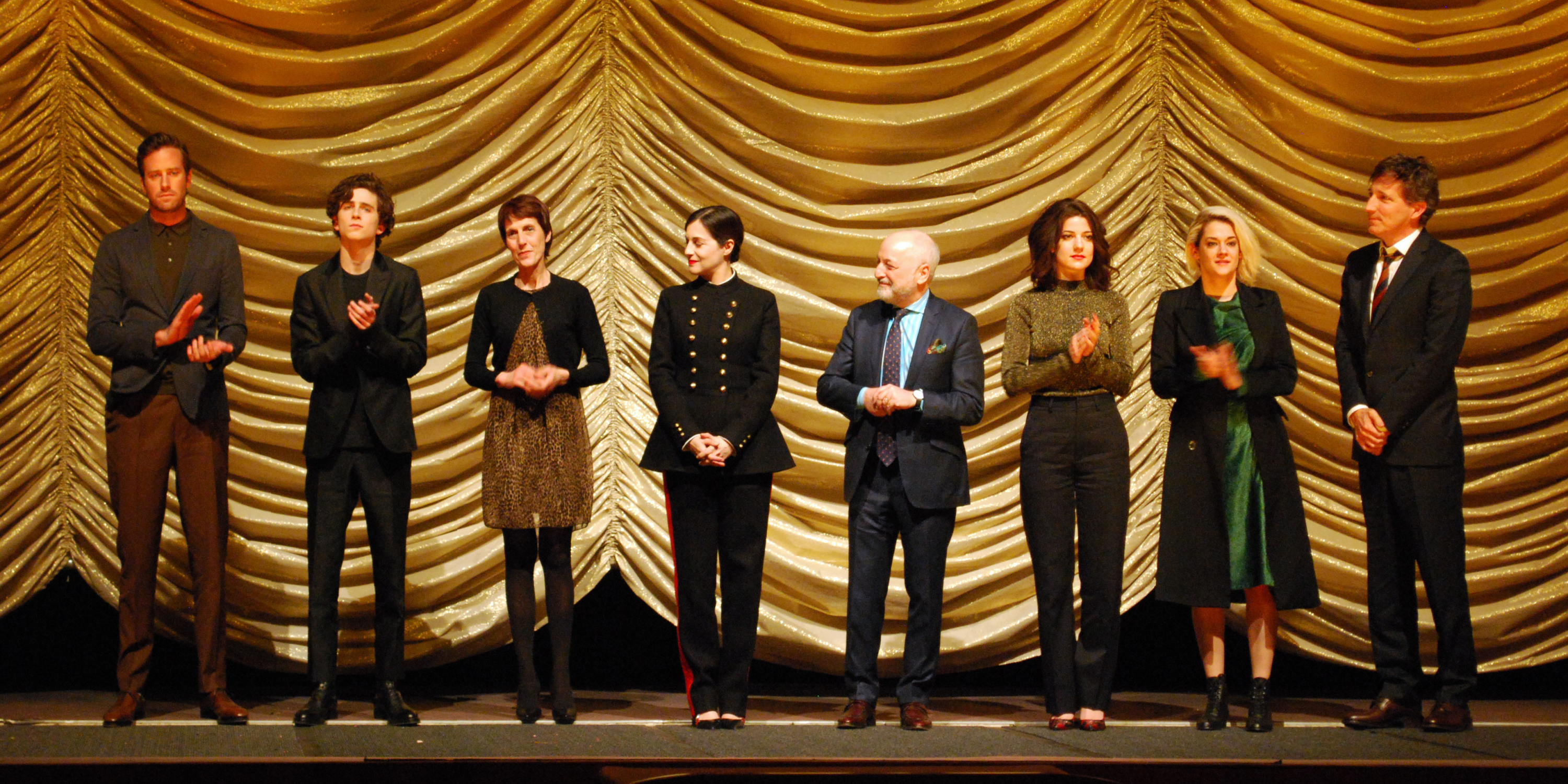
Armie Hammer, Timothée Chalamet, Vanda Capriolo, Amira Casar, André Aciman, Esther Garrel, Victoire du Bois e Peter Spears alla proiezione del film al Festival di Berlino 2017.

Il film è stato presentato in anteprima il 22 gennaio al Sundance Film Festival 2017. Prima della sua anteprima, la Sony Pictures Classics ha acquistato i diritti per la distribuzione statunitense del film per 6 milioni di dollari. Successivamente è stato presentato nella sezione "Panorama" alla 67ª edizione del Festival di Berlino e al Toronto International Film Festival, dove ha ottenuto il terzo posto nel premio del pubblico.
Prima della distribuzione nelle sale, il film è stato proiettato in molti festival cinematografici internazionali, tra cui New York Film Festival, BFI London Film Festival, Festival internazionale del cinema di San Sebastián, Festival internazionale del cinema di Rio de Janeiro e molti altri.
In Italia è stato distribuito dal 25 gennaio 2018 da Warner Bros. Entertainment Italia.

### Divieti
Il film ha avuto una distribuzione limitata nel Regno Unito e Irlanda il 27 ottobre 2017 e negli Stati Uniti d'America il 24 novembre 2017. È stato distribuito con una censura di tipo R (Restricted), per i minori di 17 anni è necessario essere accompagnati da genitori o da un adulto, a causa dei contenuti sessuali, della nudità e del linguaggio.

## Accoglienza

### Incassi
Chiamami col tuo nome ha incassato 18 095 701 dollari negli Stati Uniti e 23 791 894 nel resto del mondo, per un totale di 41 887 595 dollari a fronte del budget iniziale di produzione di 3 500 000 dollari.
Negli Stati Uniti il film ha avuto una distribuzione limitata dal 24 novembre 2017 in quattro cinema: The Paris Theater e Union Square Theatre a New York e ArcLight Hollywood e Landmark Theater a Los Angeles. Il film ha incassato 404 874 dollari nel primo fine settimana di programmazione, con una media di 101 219 dollari per sala. La media più alta del 2017 e la più grande da quella di La La Land, distribuito il dicembre precedente, diventando il film d'amore gay più redditizio dai tempi de I segreti di Brokeback Mountain.
Nel primo fine settimana di programmazione italiana ha esordito al settimo posto, incassando 781 000 euro e ottenendo la miglior media per sala (quasi 5 500 euro). In Italia ha incassato 3,2 milioni di euro.

### Critica

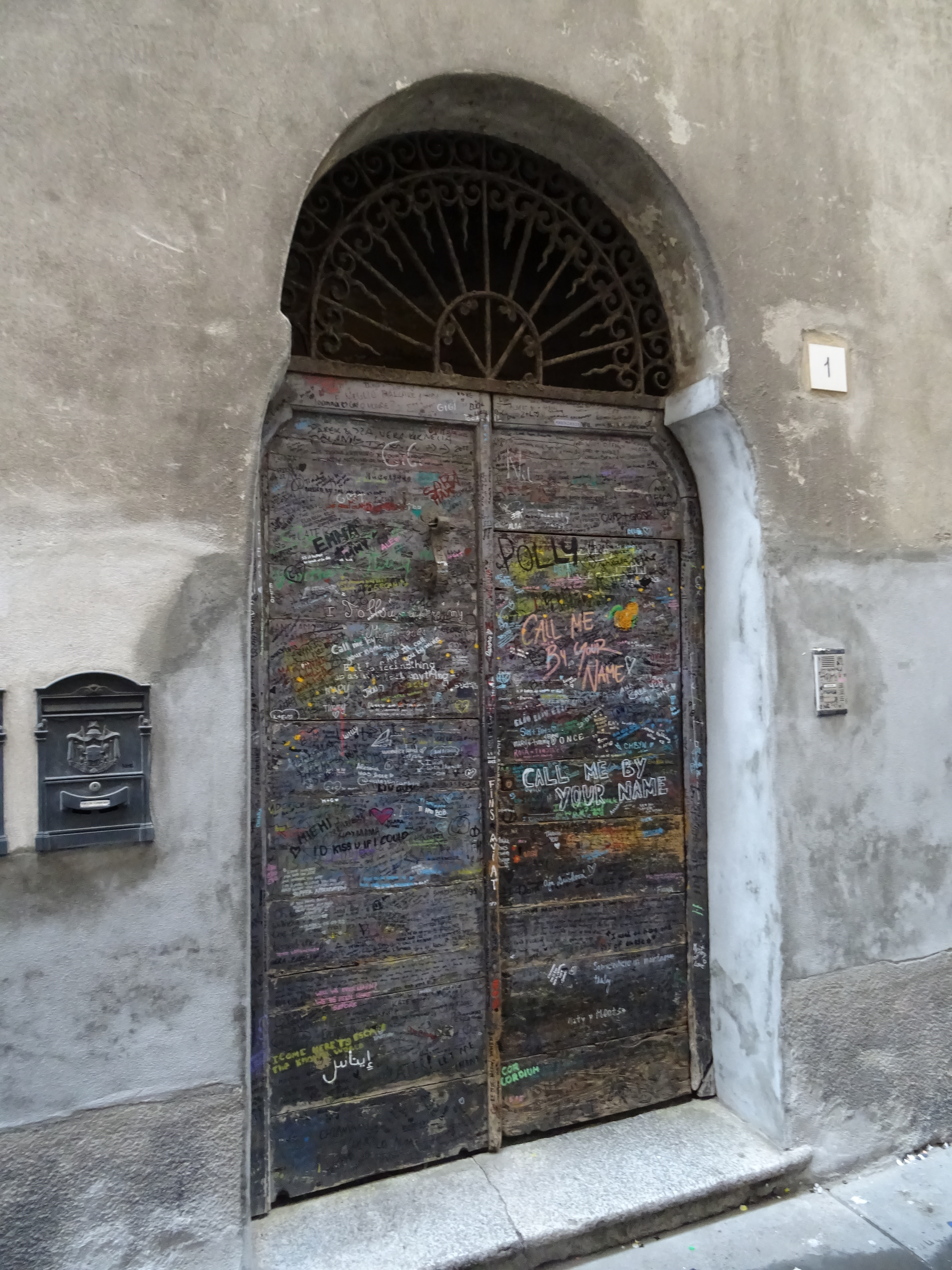
La porta in via Marazzi a Crema, davanti alla quale i protagonisti del film si scambiano un bacio

Fin dalla sua anteprima al Sundance Film Festival, Chiamami col tuo nome è stato acclamato dalla critica. Sul sito Rotten Tomatoes, riceve il 94% delle recensioni professionali positive, con un voto medio di 8.7 su 10, basato su 354 critiche. Su Metacritic, Chiamami col tuo nome ha ricevuto una valutazione di 94 sulla base di 53 recensioni generalmente favorevoli, voto che lo definisce un "riconoscimento universale". Ha ricevuto una standing ovation di dieci minuti alla proiezione del New York Film Festival, la più lunga registrata nella storia del festival.
Boyd van Hoeij di The Hollywood Reporter, ha descritto Chiamami col tuo nome come un adattamento "estremamente sensuale, intimo e acutamente onesto" del romanzo di Aciman. Ha inoltre definito l'interpretazione di Chalamet "la vera svolta del film". Peter Debruge di Variety ha detto che il film "fa avanzare il canone del cinema gay" ritraendo "una storia di primo amore che trascende le dinamiche della sua coppia omosessuale". Ha paragonato la regia "sensuale" di Guadagnino a quella di Pedro Almodóvar e François Ozon. Sam Adams di BBC ritiene che la recitazione di Stuhlbarg "rappresenta la cornice che completa la tela del film e che proietta su scenari che non avremmo mai pensato di conoscere".
David Morgan di CBS ne lodò la fotografia, la scenografia e i costumi per "aver reso un'estate degli anni ottanta fisicamente viva di nuovo". Particolare elogio ha riservato al personaggio di Stuhlbarg, che ha definito "il genitore più moderno nella storia del cinema".
Una recensione di Vanity Fair ritiene che l'adattamento di Guadagnino "sia stato fatto con vero amore, con buone intenzioni, con una chiarezza di cuore e un intelletto intenzionale e senza pretese" e lo definisce come un "classico gay moderno". Joshua Rothkopf di Time Out definisce il film "una storia trionfante e straziante di coming out" e l'ha paragonata positivamente a I segreti di Brokeback Mountain, Carol e Moonlight. Il film è stato incluso nella classifica dei 25 migliori film dell'anno dalla rivista Sight & Sound, posizionandosi al terzo posto.
Per Paolo Mereghetti del Corriere della Sera il film riesce a trattare temi delicati con sensibilità, senza cadere nell'effetto scandalo. Inoltre sottolinea che rispetto alle opere precedenti, Guadagnino ha allestito una messa in scena più trattenuta e sussurrata, a volte quasi distratta, divagante, ma proprio per questo perfetta nel restituire un’atmosfera prima che una storia.
Anche secondo Valentina D'Amico di movieplayer.it, Guadagnino ha messo da parte i vezzi autoriali dei suoi precedenti lavori, realizzando una pellicola elegante, misurata e malinconica.
Per i cineasti Xavier Dolan e Paul Thomas Anderson Chiamami col tuo nome è il miglior film del 2017.
Chiamami col tuo nome è stato designato Film della Critica dal Sindacato Nazionale Critici Cinematografici Italiani (SNCCI), con la seguente motivazione: "Un'opera visivamente stupefacente, in grado di evocare il magistero di Renoir e la carnalità contadina di Bertolucci.
Un commosso romanzo di formazione che ribadisce il primato della seduzione e del desiderio. Un film sontuoso e intimo, segreto e libero, che afferma la maturità di Guadagnino come autore nel cinema italiano contemporaneo."

### Controversie
Alcune controversie sono nate a causa di una campagna promozionale da parte della Sony Pictures ritenuta "fuorviante", in cui si tentava di spostare l'attenzione dalla relazione principale, concentrandosi sul rapporto tra il protagonista Elio e la sua amica Marzia. Questo ha generato reazioni negative sui social media, specialmente su Twitter. Per alcuni giornalisti è stato un tentativo disastroso di pubblicizzare Chiamami col tuo nome come una storia d'amore eterosessuale.
Dopo la proiezione al Toronto International Film Festival, su Twitter l'attore James Woods ha criticato la differenza di età tra Elio e Oliver, utilizzando hashtag NAMBLA con riferimento all'organizzazione in difesa della pedofilia. Armie Hammer ha risposto criticando l'attore e sottolineando la grande differenza tra Woods e la sua compagna, dicendo: "Non sei uscito con una diciannovenne quando avevi 60 anni?". I due protagonisti del film hanno rispettivamente 24 e 17 anni. In un'intervista concessa a The Hollywood Reporter, Hammer ha spiegato: "Non abbiamo fatto un film predatorio o salace. E poi, d'accordo o meno, tecnicamente in Italia l'età del consenso è 14 anni".
Il film doveva essere proiettato al cinema La Colisée di Tunisi, ma a causa delle tematiche LGBT è stato censurato dal governo tunisino, che ha vietato la proiezione attraverso il ministero degli Affari Culturali. A marzo 2018 Chiamami col tuo nome è stato tolto dal programma del Beijing International Film Festival, finanziato dal governo cinese. Al riguardo non è stata data alcuna spiegazione ufficiale. Nelle settimane precedenti, il Partito Comunista Cinese ha intensificato i controlli e le regolamentazioni sull'intrattenimento. Nonostante l'omosessualità in Cina non sia formalmente un reato, nessun film con tematiche LGBT o personaggi apertamente gay è mai stato proiettato in Cina.

## Riconoscimenti
- 2018 - Premio Oscar[10][11]
  - Migliore sceneggiatura non originale a James Ivory
  - Candidatura per il miglior film
  - Candidatura per il miglior attore a Timothée Chalamet
  - Candidatura per la miglior canzone a Sufjan Stevens per Mystery of Love
- 2018 - Golden Globe[110]
  - Candidatura per il miglior film drammatico
  - Candidatura per il miglior attore in un film drammatico a Timothée Chalamet
  - Candidatura per il miglior attore non protagonista ad Armie Hammer
- 2018 - Premio BAFTA[111][112]
  - Migliore sceneggiatura non originale a James Ivory
  - Candidatura per il miglior film
  - Candidatura per il miglior regista a Luca Guadagnino
  - Candidatura per il miglior attore protagonista a Timothée Chalamet
- 2019 - David di Donatello[113]
  - Migliore sceneggiatura adattata a Luca Guadagnino, Walter Fasano e James Ivory
  - Migliore canzone originale a Mystery of Love
  - Candidatura per il miglior film
  - Candidatura per il miglior regista a Luca Guadagnino
  - Candidatura per il miglior produttore a Howard Rosenman, Peter Spears, Luca Guadagnino, Emilie Georges, Rodrigo Teixeira, Marco Morabito e James Ivory
  - Candidatura per il migliore autore della fotografia a Sayomphu Mukdiphrom
  - Candidatura per il miglior scenografo a Samuel Deshors
  - Candidatura per il miglior costumista a Giulia Piersanti
  - Candidatura per il miglior truccatore a Fernanda Perez
  - Candidatura per il miglior acconciatore a Manolo Garcia
  - Candidatura per il miglior montatore a Walter Fasano
  - Candidatura per il miglior suono
  - Candidatura per il David giovani a Luca Guadagnino
- 2018 - Screen Actors Guild Award[114]
  - Candidatura per il miglior attore cinematografico a Timothée Chalamet
- 2017 - American Film Institute[115]
  - Migliori dieci film dell'anno
- 2017 - Gotham Independent Film Awards[116][117]
  - Miglior film
  - Miglior attore esordiente a Timothée Chalamet
  - Candidatura per la miglior sceneggiatura a James Ivory
- 2017 - Hollywood Film Award[118]
  - Miglior debutto a Timothée Chalamet
- 2017 - National Board of Review Awards[119]
  - Migliori dieci film dell'anno
  - Miglior performance rivelazione a Timothée Chalamet
- 2017 - New York Film Critics Circle Awards[120]
  - Miglior attore protagonista a Timothée Chalamet
- 2017 - Los Angeles Film Critics Association[121]
  - Miglior film
  - Miglior regia a Luca Guadagnino
  - Miglior attore a Timothée Chalamet
- 2017 - Boston Society of Film Critics[122]
  - Secondo miglior attore a Timothée Chalamet
- 2017 - Chicago Film Critics Association[123][124]
  - Miglior attore a Timothée Chalamet
  - Attore più promettente a Timothée Chalamet
  - Miglior sceneggiatura non originale a James Ivory
  - Candidatura per il miglior film
  - Candidatura per il miglior regista a Luca Guadagnino
  - Candidatura per il miglior attore non protagonista a Armie Hammer
  - Candidatura per il miglior montaggio a Walter Fasano
- 2017 - Dallas-Fort Worth Film Critics Association[125]
  - Candidatura per il miglior film
  - Candidatura per il miglior attore a Timothée Chalamet
  - Candidatura per il miglior attore non protagonista a Armie Hammer
- 2017 - San Diego Film Critics Society Awards[126][127]
  - Miglior artista rivelazione a Timothée Chalamet
  - Candidatura per il miglior film
  - Candidatura per il miglior attore a Timothée Chalamet
  - Candidatura per il miglior sceneggiatura non originale a James Ivory
  - Candidatura per la miglior colonna sonora
- 2017 - Online Film Critics Society Awards[128][129]
  - Miglior sceneggiatura non originale a James Ivory
  - Miglior rivelazione a Timothée Chalamet
  - Candidatura per il miglior film
  - Candidatura per il miglior attore a Timothée Chalamet
  - Candidatura per il miglior attore non protagonista a Armie Hammer
  - Candidatura per il miglior attore non protagonista a Michael Stuhlbarg
- 2017 - Vancouver Film Critics Circle[130]
  - Candidatura per il miglior attore a Timothée Chalamet
  - Candidatura per il miglior attore non protagonista a Armie Hammer
- 2017 - Florida Film Critics Circle Awards[131]
  - Miglior attore a Timothée Chalamet
  - Miglior sceneggiatura non originale a James Ivory
  - Pauline Kael Breakout Award a Timothée Chalamet
  - Candidatura per il miglior film
  - Candidatura per il miglior attore non protagonista a Armie Hammer
  - Candidatura per il miglior attore non protagonista a Michael Stuhlbarg
- 2017 - St. Louis Film Critics Association[132]
  - Candidatura per la miglior sceneggiatura non originale a James Ivory
  - Candidatura per la miglior scena (monologo finale di Mr. Perlman)
- 2017 - Melbourne International Film Festival[133]
  - Premio del pubblico al miglior film
- 2017 - Santa Barbara International Film Festival[134]
  - Virtuoso Award a Timothée Chalamet
- 2017 - Washington D.C. Area Film Critics Association Awards[135]
  - Candidatura per il miglior film
  - Candidatura per il miglior attore a Timothée Chalamet
  - Candidatura per il miglior attore non protagonista a Armie Hammer
  - Candidatura per il miglior attore non protagonista a Michael Stuhlbarg
- 2017 - San Francisco Film Critics Circle[136]
  - Miglior sceneggiatura non originale a James Ivory
  - Candidatura per il miglior film
  - Candidatura per il miglior attore a Timothée Chalamet
  - Candidatura per il miglior attore non protagonista a Armie Hammer
  - Candidatura per il miglior attore non protagonista a Michael Stuhlbarg
  - Candidatura per la miglior fotografia a Sayomphu Mukdiphrom
- 2018 - Producers Guild of America Awards[137]
  - Candidatura per il Darryl F. Zanuck Award al miglior film
- 2018 - Georgia Film Critics Association[138]
  - Candidatura per il miglior film
  - Candidatura per il miglior attore a Timothée Chalamet
  - Candidatura per il miglior attore non protagonista a Michael Stuhlbarg
  - Candidatura per la miglior sceneggiatura non originale a James Ivory
  - Candidatura per la miglior canzone originale a Mystery of Love
  - Candidatura per la miglior rivelazione a Timothée Chalamet
- 2018 - Alliance of Women Film Journalists[139][140]
  - Miglior sceneggiatura non originale a James Ivory
  - Candidatura per il miglior film
  - Candidatura per il miglior attore a Timothée Chalamet
  - Candidatura per il miglior attore non protagonista a Michael Stuhlbarg
- 2018 - Golden Tomato Awards[141][142]
  - Film della distribuzione limitata meglio recensito
  - 2º posto per il film romantico meglio recensito
- 2018 - AACTA International Awards[143]
  - Candidatura per il miglior film
  - Candidatura per il miglior regista a Luca Guadagnino
  - Candidatura per il miglior sceneggiatura a James Ivory
  - Candidatura per il miglior attore a Timothée Chalamet
  - Candidatura per il miglior attore non protagonista a Armie Hammer
- 2018 - Austin Film Critics Association[144]
  - Miglior attore a Timothée Chalamet
  - Miglior sceneggiatura non originale a James Ivory
  - Bobby McCurdy Memorial Breakthrough Artist Award a Timothée Chalamet
  - Candidatura al miglior film
  - Candidatura per il miglior attore non protagonista a Armie Hammer
  - Candidatura per il miglior attore non protagonista a Michael Stuhlbarg
- 2018 - Critics' Choice Awards[145]
  - Miglior sceneggiatura non originale a James Ivory
  - Candidatura per il miglior film
  - Candidatura per il miglior attore a Timothée Chalamet
  - Candidatura per il miglior attore non protagonista a Armie Hammer
  - Candidatura per il miglior attore non protagonista a Michael Stuhlbarg
  - Candidatura per il miglior regista a Luca Guadagnino
  - Candidatura per la miglior fotografia a Sayomphu Mukdiphrom
  - Candidatura per la miglior canzone a Mystery of Love
- 2018 - Writers Guild of America Award[146]
  - Miglior sceneggiatura non originale a James Ivory
- 2018 - USC Libraries Scripter Award[147]
  - Miglior sceneggiatura a James Ivory e André Aciman
- 2018 - Independent Spirit Awards[148]
  - Miglior attore protagonista a Timothée Chalamet
  - Miglior fotografia a Sayomphu Mukdiphrom
  - Candidatura per il miglior film
  - Candidatura per il miglior regista a Luca Guadagnino
  - Candidatura per il miglior attore non protagonista a Armie Hammer
  - Candidatura per il miglior montaggio a Walter Fasano
- 2018 - London Critics Circle Film Awards[149]
  - Attore protagonista dell'anno a Timothée Chalamet
  - Candidatura per il film dell'anno
  - Candidatura per il regista dell'anno a Luca Guadagnino
  - Candidatura per lo sceneggiatore dell'anno a James Ivory
  - Candidatura per l'attore non protagonista dell'anno a Armie Hammer
- 2018 - Satellite Award[150]
  - Candidatura per il miglior film
  - Candidatura per il miglior attore non protagonista a Armie Hammer
  - Candidatura per la miglior sceneggiatura non originale a James Ivory
- 2018 - Houston Film Critics Society Awards[151]
  - Candidatura per il miglior film
  - Candidatura per il miglior attore a Timothée Chalamet
  - Candidatura per il miglior attore non protagonista a Michael Stuhlbarg
  - Candidatura per la miglior fotografia a Sayomphu Mukdiphrom
  - Candidatura per la miglior canzone originale a Visions of Gideon
- 2018 - Dorian Awards[152][153]
  - Film dell'anno
  - Film LGBTQ dell'anno
  - Miglior interprete dell'anno a Timothée Chalamet
  - Miglior interprete non protagonista dell'anno a Michael Stuhlbarg
  - 'We're Wilde About You!' Rising Star Award a Timothée Chalamet
  - Candidatura per il regista dell'anno a Luca Guadagnino
  - Candidatura per il miglior interprete non protagonista dell'anno a Armie Hammer
  - Candidatura per la sceneggiatura dell'anno (Originale o adattata) a James Ivory
  - Candidatura per il Visually Striking Film of the Year
- 2018 - Sindacato Nazionale Critici Cinematografici Italiani (SNCCI)[154]
  - Film della critica
- 2018 - GLAAD Media Awards[155][156]
  - Miglior film della grande distribuzione
- 2018 - Irish Film and Television Award[157]
  - Candidatura per il miglior attore internazionale a Timothée Chalamet
- 2018 - Empire Awards[158]
  - Candidatura per il miglior film
  - Candidatura per il miglior attore a Armie Hammer
  - Candidatura per il miglior debutto maschile a Timothée Chalamet
  - Candidatura per la miglior sceneggiatura non originale a James Ivory
  - Candidatura per la miglior colonna sonora
- 2018 - Australian Film Critics Association[159]
  - Candidatura per il miglior film internazionale (lingua inglese)
- 2018 - Golden Trailer Awards[160]
  - Best Romance
- 2018 - Nastro d'argento[161]
  - Migliore montaggio a Walter Fasano
  - Candidatura per il miglior film
  - Candidatura per il miglior regista a Luca Guadagnino
- 2018 - Ciak d'oro[162]
  - Miglior film[163]
  - Miglior manifesto[163]
  - Miglior montaggio a Walter Fasano[163]
  - Candidatura per il miglior produttore a Luca Guadagnino, Marco Morabito e Francesco Melzi d'Eril
  - Candidatura per i migliori costumi a Giulia Piersanti
  - Candidatura per Alice/Giovani
- 2018 - MTV Movie & TV Awards[164]
  - Candidatura per il miglior attore in un film a Timothée Chalamet
  - Candidatura per il miglior momento musicale (Elio che piange nei titoli di coda)
- 2018 - European Film Awards[165]
  - Premio del pubblico

## Sequel
Guadagnino ha avallato l'idea di un sequel già dalla prima del film al Sundance Film Festival, quando si è reso conto che i personaggi "potevano andare oltre i confini del film". Durante il BFI London Film Festival 2017, ha dichiarato che sperava di fare un sequel del film nel 2020, suggerendo che potrebbe essere nello stile della "trilogia Prima dell'alba" di Richard Linklater, raccontando la storia di Oliver e Elio mentre invecchiavano.
Nel romanzo Elio e Oliver si ritrovano dopo 15 anni, ambientando così un ipotetico sequel negli anni novanta. Anni che secondo Guadagnino sono interessanti anche per un aspetto sociopolitico, "Sarebbe l'inizio dell'era Berlusconi in Italia e significherebbe affrontare la guerra in Iraq" ha dichiarato il regista. Hammer ha detto: "Se venissero da me a chiedermi di farne un altro direi assolutamente sì". Aggiungendo: "Questo film è unico e rappresenta una delle cose più creative e soddisfacenti che abbia mai fatto nella vita. Quindi c’è anche una parte di me che pensa che non dovremmo mai tornare indietro per rifare qualcosa di simile".
Durante la notte dei premi Oscar 2018, Luca Guadagnino ha confermato che Chiamami col tuo nome avrà un sequel e che sta scrivendo la storia con André Aciman.

## Omaggi
Il film è dedicato all'attore Bill Paxton, morto il 25 febbraio 2017. Il produttore Peter Spears ha raccontato che suo marito Brian Swardstrom è stato il migliore amico e agente di Paxton per quasi tutta la sua carriera. Swardstrom e Paxton hanno fatto una visita al set del film a Crema, mentre erano in viaggio per il Festival di Cannes, dove Paxton avrebbe presentato il film Mean Dreams. Paxton e Guadagnino sono diventati amici e poiché erano stati grandi ammiratori dei rispettivi lavori per molti anni, il regista ha deciso di onorare la sua memoria dedicandogli il film. Spears ha dichiarato: "È un gesto commovente per il quale io e Brian saremo per sempre grati."

## Inesattezze storiche
- Le scarpette sportive rosse indossate da Marzia in numerose scene che la vedono protagonista sono un modello recente che non era disponibile nel 1983, anno di ambientazione del film.
- Quando Oliver parte in treno per raggiungere l'aeroporto di Linate, Elio chiama la madre chiedendole di venirlo a prendere alla stazione ferroviaria di Clusone, che però nel 1983 non era più attiva da ormai 16 anni, dal momento che la Ferrovia della Valle Seriana aveva cessato di funzionare nel 1967 per poi essere parzialmente riaperta nel 2009 da Albino sino a Bergamo, sotto forma di linea tranviaria. Inoltre, dal momento che le scene dell'ultima sera trascorsa insieme dai due protagonisti sono ambientate a Bergamo Alta (è chiaramente riconoscibile il portale della Basilica di Santa Maria Maggiore) non è logico che Oliver sia partito da Clusone per recarsi a Milano. Da notare come, malgrado l'anacronismo e l'incongruenza logica di base, nel film sia stata fatta un'accurata ricostruzione del percorso della vecchia linea ferroviaria: lo speaker della stazione ne elenca infatti in modo corretto tutte le stazioni: Clusone, Ponte Selva, Ponte Nossa, Vertova, Gazzaniga, Cene, Albino, Nembro, Alzano Lombardo, Ranica, Torre Boldone, Redona, Borgo Santa Caterina, San Fermo, Borgo Palazzo, Bergamo.[174]
- In una sequenza è visibile parcheggiata un'autovettura Alfa 90, che però sarebbe stata presentata solo l'anno successivo a quello di ambientazione del film, nel 1984.
- In una sequenza sono visibili, sul tavolo apparecchiato, alcune lattine di Illy caffe, commercializzate solo dal 2000.
- In una sequenza viene inquadrata un'edicola in cui è esposto il numero 28 del mensile Rockstar (con David Bowie in copertina), tale numero è del gennaio 1983 e non del periodo estivo durante il quale si svolge la storia.[175]